# Cherries
Pour plus de détails, voir Fiche technique et Distribution.
Cherries est un court métrage lituanien écrit et réalisé par Vytautas Katkus et sorti en 2022.

## Synopsis
Un père qui vient de prendre sa retraite invite son fils à l’aider à ramasser les cerises dans son jardin. Mais il n’est pas du tout pressé de les cueillir, il fait même tout pour essayer de rattraper le temps perdu avec son fils. Les cerises, elles, restent quelque part à l’arrière-plan.

## Fiche technique
- Titre international : Cherries
- Titre original : Uogos
- Réalisation : Vytautas Katkus
- Scénario : Vytautas Katkus
- Photographie : Simonas Glinskis
- Montage : Laurynas Bareisa
- Casting : Marija Kavtaradze
- Costumes : Monika Vebraite
- Décors : Sigita Simkunaite
- Production : Marija Razgutė
  - Directrice de production : Brigita Beniušytė
- Sociétés de production : M-FILMS
- Société de distribution : Lights on
- Pays de production : Lituanie
- Langue originale : lituanien
- Format : couleur
- Genre : drame
- Durée : 15 minutes
- Dates de sortie :
  - France : 27 mai 2022 (Festival de Cannes)
  - États-Unis : 29 septembre 2022 (Festival du Film de Nashville)
  - Ukraine : 20 novembre 2022 (Festival international du court-métrage de Kiev)
  - Lituanie :16 mars 2023 (film d'ouverture du Festival International du Film de Vilnius)[1]

## Distribution
- Viktoras Katkus : lui-même
- Vytautas Katkus :  lui-même
- Audrius Luciunas : Jumeau #1
- Vitalijus Luciunas : Jumeau #2
- Vismante Ruzgaite : Femme

## Production
Cherries est le troisième film de Vytautas Katkus et une seconde sélection pour le réalisateur au Festival de Cannes (2022), son précédent court métrage Collective Gardens (2019) étant devenu le premier film lituanien à participer au programme de la Semaine de la Critique durant la manisfestation cannoise,.
Après plusieurs collaborations en tant que Cameraman, Cherries est la première collaboration de Vytautas Katkus avec par la productrice Marija Razgute de M-Films en tant que réalisateur,. Tourné en deux jours et demi, le court métrage Cherries présente une majorité d'acteurs non-professionnels, des proches du réalisateur, comme son père ou les jumeaux qui sont des anciens camarades de classe.
Son premier long métrage, The Visitor, est actuellement en développent et sera aussi produit par M-Films.

## Nominations et distinctions
- Nommé au Festival international du court-métrage de Riga 2022 dans la catégorie internationale
- Nommé au Festival international du court-métrage de Kiev 2022 dans la catégorie internationale
- Nommé au Festival international du film de Valladolid 2022
- Nommé au Festival International du court métrage d'Uppsala 2022 dans la catégorie internationale
- Nommé au Festival international du Film de Hamptons 2022 dans la catégorie Narrative Shorts
- Nommé au Festival du Film de Nashville 2022 dans la catégorie The Edge Shorts
- Nommé au Festival international du film documentaire de Munich 2022
- Nommé au Festival de Cannes 2022 dans la catégorie court métrage
- Nommé au Lithuanian Film Awards 2023 dans la catégorie court métrage
- Prix du meilleur court métrage lituanien du Festival International du Film de Vilnius 2023
- Nommé à la compétition internationale du Festival International du court métrage de Clermont-Ferrand 2023